# 毛入学率
毛入学率（英語：Gross Enrollment Ratio，GER 或 ，GEI）是一个用于教育方面的指标。且曾用于联合国教科文组织的教育指数的测算。毛入学率用来测量，并得出在不同年级的教育阶段（如小学，初中，高中，大学）的，入学学生数对比符合入学的居民数的比率。在旧的人类发展指数的测算的教育指数中，则有综合入学率一项（combined gross enrollment ratio）：指学生人数占6至21岁人口比率（依各国教育系统的差异而有所不同）。
各国测量毛入学率的实际状况时，这个指标一般都是限定对于一定入学年龄范围的。如小学（Primary Education Enrollment Ratio），初中（Secondary Education Enrollment Ratio），高中（Tertiary Education Enrollment Ratio）这三个等级。另外，高等教育毛入学率，也是个反应国家高等教育情况的常见指标，比如是否是精英教育。
GER = 实际入学人数 / 有能力的入学人数
= {\displaystyle {\frac {900000}{1000000}}={0.90}}
= {\displaystyle 0.90*100\%=90\%}
毛入学率可以超过100%，因为这个比率的分子是实际入学人数，其中可以包括比分母的年龄段更年轻或年长的学生，或者重复入学的复读生。